# Abbès Moulessehoul
Bellabas, dit Abbès Moulessehoul, né le 2 juillet 1920 à Sidi Bel Abbès et décédé le 22 mars 1990 à Toulouse, est un homme politique français.